# Bas Teeken
Bas Teeken is een Nederlands acteur die ook vaak te zien is in Vlaanderen.
Hij stichtte samen met Peter Van den Eede in 1990 het theatergezelschap Compagnie De Koe. Recent speelden ze Poes, poes, poes en De wet van engel. Nadien verbond hij zich ook aan het gezelschap Bad van Marie. Al drie seizoenen spelen ze daar www.win-een-auto.com.
Hij speelde een gastrol in de film Minoes als journalist en in Lijmen/Het been. Bas Teeken speelde in 2007 een gastrol in Kinderen van Dewindt en had in 2009 een gastrol in de televisieserie Van vlees en bloed. In 2016 had hij een gastrol in Patrouille Linkeroever.
- International Standard Name Identifier: 0000 0003 9457 0911
- Nederlandse Thesaurus van Auteursnamen: 252085221
- Virtual International Authority File: 289071549